# Georg Sebastian von Osterhausen
Georg Sebastian „Bastian“ von Osterhausen (* 23. April 1575 in Petzkendorf; † 6. Januar 1650 in Naumburg (Saale)) war ein sächsischer Rittergutsbesitzer.
Er stammte aus der thüringischen Adelsfamilie Osterhausen, war der Sohn des Amtshauptmanns Hans George von Osterhausen, ein Bruder des Hofmarschalls von Osterhausen und erbte nach dem Tod des Vaters umfangreichen Besitz im heutigen Sachsen-Anhalt und Thüringen, den er durch geschickte Ankäufe zu erweitern und mit besonderen Rechten (zum Beispiel 1605 Kanzleischriftsäßigkeit und 1619 Gerichtsbarkeit über Gleina) zu erweitern vermochte.
Am 2. Juni 1619 teilte Georg Bastian von Osterhausen dem Kurfürsten Johann Georg von Sachsen mit, dass er vor ca. 3 Wochen von Balthasar Schardt, dem Bruder von Dietrich Schardt, den halben Anteil des einst mächtigen Rittersitzes zu Gleina abgekauft hat und bat um Ausstellung eines gesonderten Lehnbriefes darüber, was 1620 auch durch die Lehnskanzlei in Dresden erfolgte. Die zweite Hälfte des Rittersitzes Gleina blieb weiterhin bei Dietrich Scharte. 
Georg Sebastian von Osterhausen wurde am 31. Januar 1650 in Gleina beigesetzt. Die Leichenpredigt, die zu seinem Gedächtnis in der Naumburger Stifts- und Domkirche gehalten wurde, erschien im Druck.
Verheiratet war er mit Maria von Breitenbauch aus dem Hause Gröst. 
Sein einziger Sohn war Hans Joachim von Osterhausen.